# Adoxotoma bargo
Adoxotoma bargo là một loài nhện trong họ Salticidae.
Loài này thuộc chi Adoxotoma. Adoxotoma bargo được Marek Żabka miêu tả năm 2001.